# Bondage

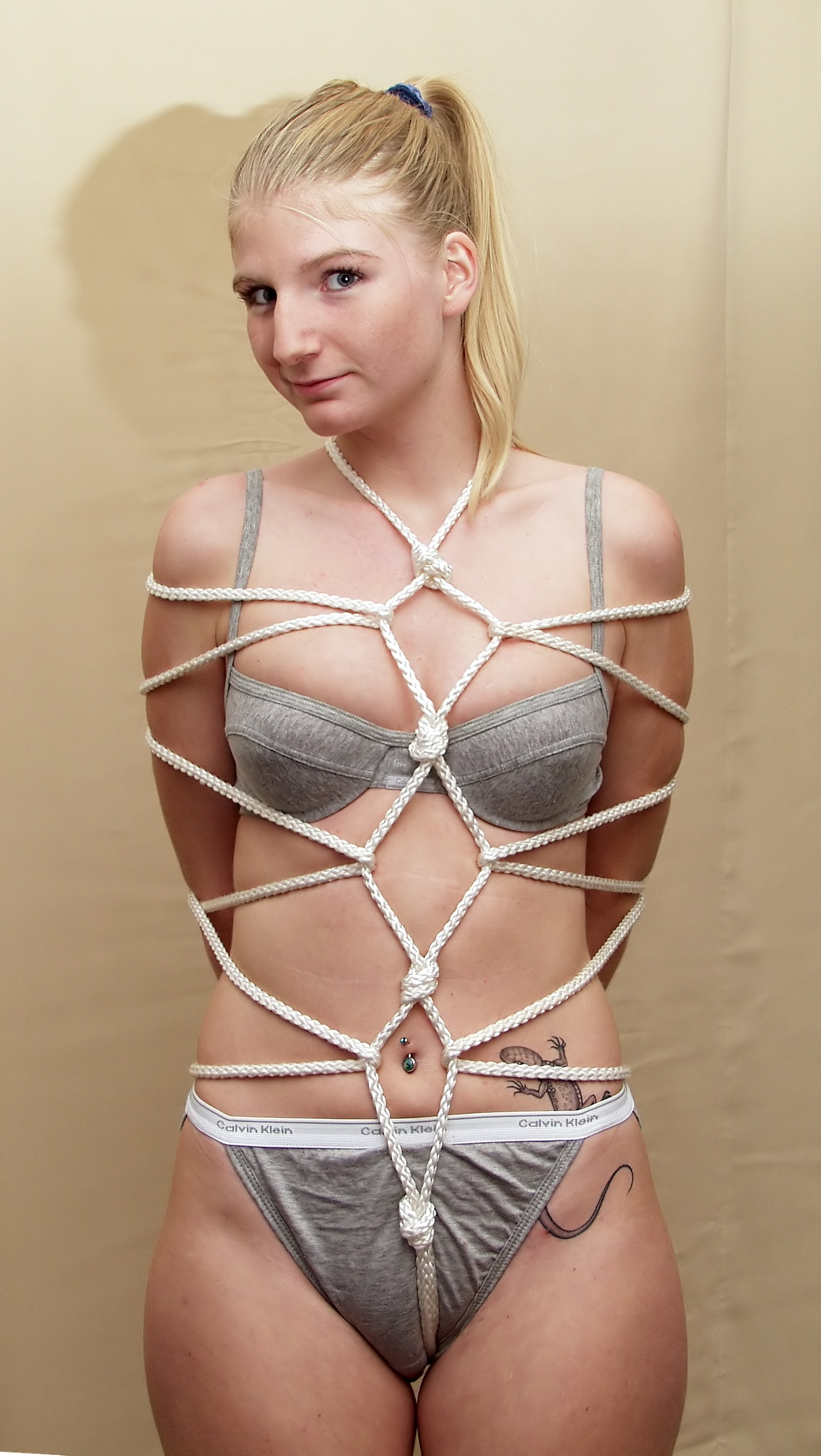
Ukázka dekorativní bondáže

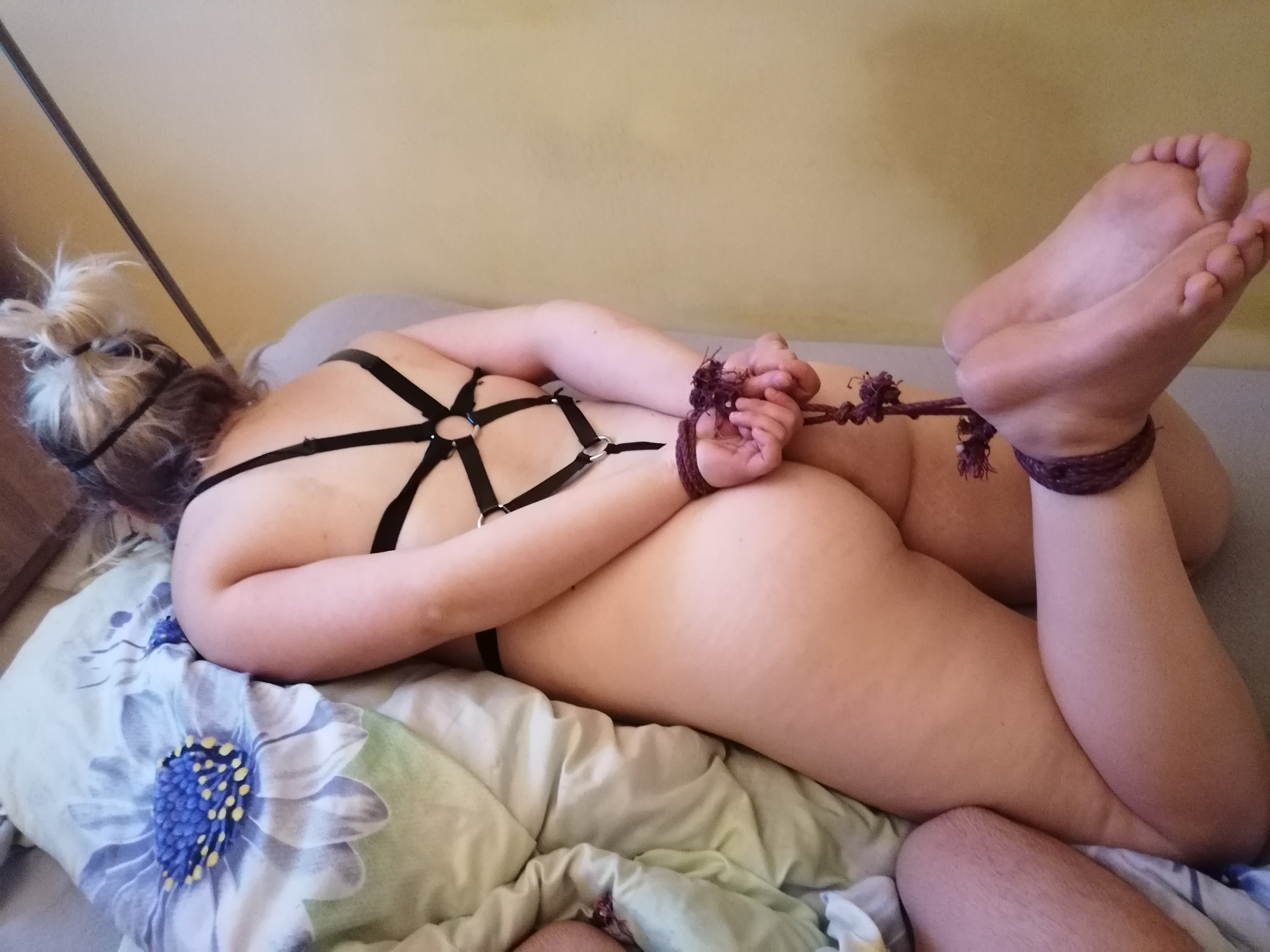
Žena svázaná do kozelce

Bondage (česky bondáž nebo erotické svazování) patří mezi nejobvyklejší a nejrozšířenější BDSM praktiky. Jde o erotickou techniku, spočívající v omezení pohyblivosti partnera (znehybnění) různého stupně – od víceméně symbolického až po znehybnění totální.

## Technika
Sama technika má celou řadu variant, od prostého přivázání rukou (případně nohou) k pelesti postele přes rozličné ozdobné úvazy, podobné zde vyfotografovanému až po vysoce sofistikované konstrukce z různobarevných provazů se strategicky umístěnými uzly. V rámci bondáže existuje několik škol a specializovaných webů (příklad českého zdroje). Technika je relativně bezpečná, zejména při pravidelné kontrole prokrvení končetin a míst, stlačených uzly a provazy.
Jako materiál pro bondáž slouží nejčastěji měkké bezdušové provazy, nezpůsobující při sklouznutí popáleniny. Často používány jsou i řetízky (v kombinaci s D-kroužky a karabinami), případně obalové potravinářské fólie či lepicí pásky.

## Japonská bondage
Japonská bondáž (šibari, nawa šibari) – „umění provazu“ je umělecká forma, která je japonské kultuře rovnocenná s ikebanou, bonsají nebo čajovým obřadem. Umělci, dnes nazýváni „nawakešo“ jsou uctíváni se stejnou vážností, srovnatelnou snad jen se zápasníky sumo[zdroj?] a při svém umění mohou čerpat z pramenů starých přes 500 let.
Historické prameny uvádí, že vývoj bojového systému hodžo-džucu alias obaku-džucu začal v krvavém období šinkoku. Bylo to velmi specializované umění, které se užívalo při chytání kriminálních živlů a pak následném zadržení. Technika svázání pak byla odlišná jak při zadržení, soudu i následném trestu. Každý pak zcela jednoduše věděl, ve které fázi se zločinec nachází. Dokonce i trest, kterým byl mučící úvaz, byl pro každý zločin i společenskou třídu trestaného jiný.
Není jasné, kdy se vyvinula erotická forma umění lana. Ale je pravděpodobné období Edo (1600 – 1878).
Šibari lze dělit na tři základní formy úvazu:
- Šindžu – vázání prsou a horní poloviny těla.
- Sukarabo – vázání rozkroku a dolní poloviny těla.
- Karada – vázání celého těla.

Je to samozřejmě jen základní klasické dělení, vše je ve výsledku kombinováno a doplňováno polohami svázaného atd. Navíc lze provádět asymetrické vázání, kombinované se základními.
Dále se rozeznávají tři základní bondage pozice:
- Hogtie – „svázání do kozelce“, prasečí úvaz nebo kozelec. Název vznikl v zemědělství, stejným způsobem se vážou hospodářská zvířata, tak aby jim byl znemožněn jakýkoliv pohyb. Základním principem je svázání kotníků se zápěstími za zády, kdy vázaná osoba leží na břichu, nebo na boku. Je to jedna z nejnebezpečnějších technik; když se úvaz propojí se smyčkou na krku, tak se spoutaná osoba může udusit, což s oblibou používá třeba mafie.
- Frogtie – žabí úvaz. Při frogtie má osoba svázány kotníky ke stehnům, které jsou skrčené a přivázané k lýtkům. Od toho vzniklo podobenství k žábě. Zápěstí jsou pak připoutána po stranách ke kotníkům.
- Balltie – kulovitý úvaz, osoba se váže do klubíčka, nohy i stehna skrčené k pasu a svázané i s trupem. Ruce pak mohou být svázány za, i před tělem.